# Dmitrij Zolotukhin
Dmitrij Zolotukhin (russisk: Дми́трий Льво́вич Золоту́хин) (født 7. august 1958 i Moskva i Sovjetunionen) er en sovjetisk filminstruktør, skuespiller og manuskriptforfatter.

## Filmografi
- Khristiane (Христиане, 1987)[1][2]
- Zona Ljube (Зона Любэ, 1994)